# Pauli Janhonen
Pauli Aapeli Janhonen (ur. 20 października 1914 w Jyväskylä, zm. 30 listopada 2007 w Jyväskylän maalaiskunta) – fiński strzelec sportowy. Srebrny medalista olimpijski z Londynu.
Specjalizował się w strzelaniu karabinowym. Zawody w 1948 były jego debiutanckimi igrzyskami olimpijskimi, później startował również w Helsinkach i Rzymie. W Londynie zajął drugie miejsce w strzelaniu z karabinu dowolnego na dystansie 300 metrów, wyprzedził go jedynie Szwajcar Emil Grunig. Był medalistą mistrzostw świata (m.in. złoto w trzech postawach na 50 m w 1949, na dystansie 300 m w 1947) i Europy.